# Ruston (North Yorkshire)
Ruston – wieś w Anglii, w hrabstwie North Yorkshire, w dystrykcie (unitary authority) North Yorkshire. Leży 48 km na północny wschód od miasta York i 304 km na północ od Londynu.